# کارل هاینریش گراف
کارل هاینریش گراف (به آلمانی: Karl Heinrich Graf) (زاده ۲۸ فوریه ۱۸۱۵ – درگذشته ۱۶ ژوئیه ۱۸۶۹) خاورشناس، مترجم و محقق آلمانی عهد عتیق بود. وی در سال ۱۸۴۶ گلستان سعدی را به آلمانی ترجمه کرد که از معتبرترین ترجمه‌های گلستان به زبان آلمانی می‌باشد. گراف در سال ۱۸۵۰ بوستان را نیز به آلمانی ترجمه کرد که تا آن زمان تنها ترجمه کامل و مطابق با اصل فارسی به‌شمار می‌رفت.
گراف در مولوز به دنیا آمد و در مایسن درگذشت. در دانشگاه استراسبورگ به تحصیل در رشته تفسیر انجیل و زبان‌های شرقی مشغول شد. سپس به تدریس فرانسوی و عبری پرداخت.